# علی‌اصغر مسعودی
سرتیپ علی‌اصغر مسعودی ارتشی و وکیل مدافع مهندس بازرگان و اعضا نهضت آزادی در سال ۱۳۴۲ در دادگاه، همچنین در دادگاهی در همان سال به‌عنوان وکیل مدافع سید روح‌الله خمینی، و عضو شورای انقلاب بود.
وی پس از مدتی کوتاه از شورای انقلاب خارج شده و مدیرعاملی بانک سپه(۲۰/۰۱/۱۳۵۸–۰۱/۰۸/۱۳۵۸) را می‌پذیرد.

## تحصیلات
مسعودی فارغ‌التحصیل دانشکده افسری بود و در رشته حقوق نیز تحصیلات خود را تا درجه کارشناسی ارشد ادامه داده و به زبانهای فرانسه و انگلیسی تسلط داشت.

## فعالیتهای نظامی و سیاسی
علی اصغر مسعودی در قسمت دادرسی ارتش مشغول به کار بود و در دوره دولت ملی مصدق به سمت رئیس کل دارایی ارتش منصوب می‌شود. وی از اعضای سازمان افسران ناسیونالیست بود که در ارتش به هواداری از مصدق فعالیت می‌کردند.
وی در آن دوران با جبهه ملی ایران همکاری می‌کرد و بعدها در جریان محاکمه بازرگان و طالقانی و اعضای نهضت آزادی وکالت آنان را پذیرفت که در نهیات منجر به بازنشستگی از ارتش و زندانی شدنی وی به مدت دوسال گردید.
او بعد از انقلاب به همراه تیمسار محمدولی قرنی به عضویت در شورای انقلاب انتخاب شد اما مدت حضور تیمسار مسعودی در شورای انقلاب بسیار کوتاه بود و تا ۲۰ فروردین در شورای انقلاب باقی ماند. او از سوی خمینی به عنوان یکی از اعضای هیئت مؤسس بنیاد مستضعفان در سال ۱۳۵۷ منصوب شده بود.
وی سپس به عنوان مدیرعامل بانک سپه فعالیت‌های خود را ادامه داد و پس از استعفا از این سمت دیگر مسئولیتی برعهده نگرفت.